# Білл Тухі
Вільям Джеймс Тухі (англ. William James Touhey, 23 березня 1906, Оттава — 28 березня 1999, Оттава) — канадський хокеїст, що грав на позиції крайнього нападника.

## Ігрова кар'єра
Професійну хокейну кар'єру розпочав 1926 року.
Протягом професійної клубної ігрової кар'єри, що тривала 12 років, захищав кольори команд «Монреаль Марунс», «Оттава Сенаторс» та «Бостон Брюїнс».
Усього провів 273 матчі в НХЛ, включаючи 2 гри плей-оф Кубка Стенлі.